# Go Won
"Go Won" (também conhecido como Chuu & Go Won) é o décimo primeiro single do projeto pré-estreia do grupo sul-coreano Loona. Foi lançado digitalmente em 30 de janeiro de 2018 e fisicamente em 31 de janeiro pela Blockberry Creative e distribuída pela Vlending Corporation e Windmill ENT. Contém duas faixas: o solo de Go Won, intitulado "One & Only", e um dueto com Chuu, com participação de Kim Lip, chamado "See Saw".

## Lista de faixas
| N.º            | Título                                | Letras            | Música             | Arranjo                     | Duração |  |
| 1.             | "One & Only"                          | 박지연 (MonoTree) | Darren Smith Tammy | Darren "BabyDeeBeats" Smith | 2:25    |  |
| 2.             | "See Saw (Go Won e Chuu com Kim Lip)" | moonc             | moonc Rhoyzk       | moonc Rhoyzk                | 3:21    |  |
| Duração total: | Duração total:                        | Duração total:    | Duração total:     | Duração total:              | 6:16    |  |

## Desempenho nas paradas
| Parada                   | Melhores posições | Vendas        |
| ------------------------ | ----------------- | ------------- |
| Gaon Weekly Album Chart  | 13                | - KOR: 5,269+ |
| Gaon Monthly Album Chart | 51                | - KOR: 5,269+ |